# 浐州
浐州，南北朝时北齐设立的州。
北齐置浐州，治所在黄陂县（今湖北省武汉市黄陂区）境内。太建北伐后，被南陈占领。陈宣帝太建五年（573年）十月，以黄城为司州，治下为安昌郡，废除浐州、湍州，改为汉阳郡，汉阳郡也属于司州。